# ایرینا خبروا
ایرینا خبروا (روسی: Ирина Серге́евна Хабарова؛ زادهٔ ۱۸ مارس ۱۹۶۶) دونده اهل روسیه است.